# Pont Émery-Sicard
Le pont Émery-Sicard est un pont couvert routier en Abitibi-Témiscamingue, Québec, Canada.
Parmi les derniers ponts couverts construits au Québec, 34 l'ont été à l'Abitibi, et sont associés à sa colonisation. Moins de la moitié d'entre eux subsistent.  
Ce pont en bois à une voie est de type ferme Town élaboré (ou québécois) : modèle modifié par le ministère de la Colonisation du Québec pour le rendre encore plus économique. Il a été employé pour construire plus de 500 ponts couverts au Québec. Comparé à d'autres, ce pont a des piliers de ciment.
Le pont a été construit en 1946, pour remplacer un pont construit en 1934 qui a été incendié. Le présent pont a été rénové en 1964, et encore en 2010. Sa capacité portante est 5 tonnes. Il porte le nom de Émery Sicard, qui géré une scierie locale, et qui a fourni le bois pour la construction du pont.
Il est inventorié dans le répertoire du patrimoine culturel du Québec.